# Ансьей
Ансье́й (итал. Ansiei) — река в Доломитовых Альпах на севере Италии. Течёт по территории провинции Беллуно на севере области Венеция. Правый приток верхнего течения Пьяве.
Длина реки составляет 37,36 км. Площадь бассейна — 240,7 км². Средний расход воды в нижнем течении — 8,25 м³/с.
Ансьей вытекает из небольшого горного озера Анторно с южной стороны на высоте 1866 м над уровнем моря. Протекает в пределах коммуны Ауронцо-ди-Кадоре, в верхнем течении — частично по границе с коммуной Кортина-д’Ампеццо, в нижнем — частично по границе с коммуной Лоццо-ди-Кадоре. Впадает в Пьеяве на высоте 739 м над уровнем моря около Виго-ди-Кадоре. В нижнем течении около Ауронцо-ди-Кадоре на Ансьей устроено водохранилище Лаго-ди-Санта-Катерина.